# Drujne, Krasnodon
Drujne (în ucraineană Дружне) este un sat în comuna Biloskeliuvate din raionul Krasnodon, regiunea Luhansk, Ucraina.

## Demografie
Componența lingvistică a localității Drujne
     Rusă (84,62%)
     Ucraineană (15,15%)
     Alte limbi (0,23%)
Conform recensământului din 2001, majoritatea populației localității Drujne era vorbitoare de rusă (84,62%), existând în minoritate și vorbitori de ucraineană (15,15%).